# Thầy rởm
Thầy rởm là một phim hài do Phạm Đông Hồng đạo diễn, xuất phẩm ngày 28 tháng 01 năm 2005 tại Hà Nội.

## Lịch sử
Đầu thập niên 2000, thị trường băng đĩa Việt Nam tỏ ra đầy tiềm năng và dễ khai thác, vì vậy, sự xuất hiện bất ngờ của cuốn băng Thầy rởm như một luồng gió mới.
Trước thời điểm Thầy rởm khởi quay, mỗi độ Tết đến xuân về, thị hiếu khán giả miền Bắc thường chuộng những văn hóa phẩm, nhất là phim ảnh, có tố chất hài hước, trào phúng sâu cay. Đặc biệt mấy năm cuối thập niên 1990, các cuốn băng ca nhạc hài kịch của nghệ sĩ Xuân Hinh thường làm mưa làm gió tại các kệ đĩa, mà điểm chung của những sản phẩm này là trọng diễn xuất, kinh phí thấp và cảnh trí ước lệ.
Đặc trưng cuốn băng Thầy rởm là khai thác yếu tố tiếu lâm cổ truyền, với bối cảnh và nhân vật thuộc về nông thôn Bắc Bộ một thời điểm xa xưa nào trước Cách mạng tháng Tám. Phim mở đầu cho trào lưu làm và coi phim hài Tết suốt một thập niên trước khi lâm tình trạng bão hòa.

## Nội dung
Tại bữa cỗ một nhà giàu trong làng có ba ông thầy (gương mặt được coi là trí thức nhất thôn quê): Đồ Râu, Bói Mù và Lang Rỗ. Đồ mẽ ngoài tỏ ra đạo mạo, trong khi Bói và Lang hiềm khích từ lâu sinh châm chọc nhau. Vì mất nắm xôi vào miệng thằng cu cắp tráp, Đồ hậm hực bỏ về trước. Lang cũng cầm đũa chạy đi ăn cỗ làng bên.
Ở nhà Lang, cô vợ trẻ đưa tình với thằng Bếp Ngu không được, sinh quẫn, phải sai mời Bói Mù sang "cứu chữa". Lão lợi dụng lúc Lang vắng nhà để "mó" vợ y. Chẳng ngờ thằng Bếp bắt quả tang, giần cho một trận nhừ tử, đành cúp đuôi về "ủ mưu". Đêm ấy, Lang đi chữa bệnh cho một thằng nhỏ làng bên, tìm cách mò vào buồng mẹ nó tòm tem, mà không thành.
Tại nhà Đồ, y tối ngày cắm mặt vào nghĩ tứ thơ và soạn văn tế, trong khi mụ vợ chỉ chực mượn giấy để róm bếp và gói xôi. Từ sớm, có mụ sang nhà Lang hỏi mua thuốc cho chồng ốm nặng, không ngờ trúng kế lỡm của lão Bói. Nhân thể, Lang và Bói lại mặt nặng mày nhẹ với nhau.
Được ít lâu thì thằng nhỏ kia chết, Lang sợ vạ phải ngậm cá ngựa chạy trốn. Còn Đồ đọc nhầm văn tế, phải dắt Bói bỏ ra rìa làng. Ba kẻ không nơi nương tựa gặp nhau, bàn với nhau đi tha phương khất thực. Tới lúc vào một nhà người quen, tưởng được bữa no, nào ngờ tự hại thân.
Số phận ba nhân vật tạm bỏ ngỏ với dự định làm tiếp phần sau.

## Kĩ thuật
Phim thực hiện tại làng cổ Đường Lâm (Sơn Tây, Hà Nội) cuối năm 2004.

### Sản xuất
- Bí thư: Kim Ngà
- Thiết kế: Trọng Hoàn
- Phối sáng: Quốc Huy, Văn Quang, Tiến Trung
- Đạo cụ: Nguyễn Chí Thông
- Hóa trang: Nguyễn Quý Phức
- Phục trang: Lê Thị Lan, Nguyễn Ngọc Bích
- Dựng cảnh: Cao Sơn
- Dựng phim: Thu Hương
- VTR: Nguyễn Cảnh Dương
- Âm thanh: Nguyễn Văn Kiêu
- Kĩ xảo: Lê Hạnh
- Tiếng động: Mạnh Kiên, Mạnh Chung
- Thu thanh: Nguyễn Hồng Quân

### Diễn xuất
- Công Lý... Đồ Râu
- Xuân Hinh... Bói Mù
- Quốc Anh... Lang Rỗ
- Lô Thủy... Vợ Lang
- Hồ Liên... Vợ Đồ
- Quang Tèo... Thằng Bếp
- Hồng Vân
- Phạm Thu Hằng
- Bình Trọng
- Quốc Hùng
- Đình Chiến
- Duy Hùng
- Duy Anh
- Nguyễn Quyết
- Phương Anh

## Hậu trường

### Ảnh hưởng
Trước khi Thầy rởm phát hành ít lâu, đạo diễn Phạm Đông Hồng đã ra mắt cuốn phim Râu quặp với cùng phong cách, tuy nhiên, do thời điểm phát hành không thích hợp cùng yếu tố gây cười chưa đủ mạnh nên thành công của phim rất hạn chế. Chỉ một thời gian ngắn sau khi xuất hiện, Thầy rởm mau chóng gây sốt trên thị trường băng đĩa miền Bắc nhờ kỹ thuật gây cười của dàn diễn viên gạo cội, nhiều câu thoại trong phim trở thành trào lưu trong giới trẻ suốt nhiều năm.
Về sau, quy thức sản xuất một cuốn phim như vậy được các hãng băng đĩa đua nhau bắt chước, sớm gây tình trạng bão hòa trong dòng phim hài Tết Nguyên Đán vì lạm dụng yếu tố chọc cười và khoe thân thể diễn viên.

### Lời thoại
- Thường thôi.
- Sắp dở rồi hay sao mà lúc nào cũng "thường thôi".
- Con cái nhà ai chả trông nom gì, thả rông như mèo hoang chó dại.
- Làm chai cho đáng nên chai; Chai thì nửa lít chai thì sáu nhăm.
- Lang vẫn điêu như ngày xưa thôi lang ạ. Cái thời còn trẻ ấy, chả thay đổi được tính tình.
- Vô phép cho hỏi thăm: Đây có phải nhà thầy lang chuyên rửa mặt bằng tăm không ạ?
- Tao nể tình làng xóm tối lửa tắt đèn mó nhau, tao sang tao cứu chữa.
- Vừa kết hợp xong đã đâm.